# Sirio Pastorini
Sirio Pastorini (Firenze, 1909 – 1994) è stato un architetto italiano.

## Biografia
Nel 1930 si iscrive alla Regia Scuola Superiore di Architettura di Firenze, dove si laurea nel 1936 con la tesi di un nuovo palazzo di Giustizia per Forlì.

## Regesto delle opere
- Progetto di concorso per il palazzo di Giustizia di Forlì, 1937
- Sede della Mostra-mercato dell'Artigianato, Firenze, piazza della Libertà, 1937-39 (in collaborazione con Mario Pellegrini), distrutto
- Progetto di concorso per la Regia stazione di entomologia agraria, Firenze, 1939
- Progetto di concorso per la Ricostruzione delle zone distrutte intorno a Ponte Vecchio (Motto Santa Felicita), Firenze, 1946 (in collaborazione con G. Doni, E. Dori, Guido Morozzi, Mario Pellegrini)
- Bar Manetto, Firenze, piazza San Giovanni, 1947
- Chiesa parrocchiale, Chiusi della Verna, 1947
- Ricostruzione della chiesa parrocchiale di Nipozzano, Pelago, 1947-48
- Edifici d'abitazione INA-Casa, Firenze, via Palazzo dei Diavoli, 1952-54 (in collaborazione con Mario Pellegrini)
- Edificio per appartamenti, uffici e sede SITA, Firenze, piazza della Stazione, 1954-57
- Edificio per la Società Assicuratrice Italiana, Firenze, via Maso Finiguerra, 1957
- Cappella Martelli, cimitero delle Sieci (Pontassieve), 1958
- Negozio Zanobetti, Firenze, via Calimala, 1962-69
- Casa Zanobetti, Fiesole, via del Bargellino, 1964-65
- Monumento ai Caduti, Firenzuola, 1968
- Nuova chiesa parrocchiale di San Jacopo in località Il Girone nel Comune di Fiesole, 1983-89 (con il nipote Sergio Pastorini e il figlio Alessandro)